# Dembo Darboe
Dembo Darboe (Brikama, 17 agosto 1998) è un calciatore gambiano, attaccante svincolato.

## Carriera

### Club
Dopo aver giocato agli esordi nel campionato gambiano e senegalese, rispettivamente con Real de Banjul e ASEC Ndiambour, si trasferisce nel 2019 in Macedonia del Nord, firmando per lo Shkupi, con cui esordisce in Europa League. Vi rimane fino al 2020 segnando diciotto goal in quarantuno gare di campionato disputate.
Nel gennaio del 2021, si trasferisce allo Šachcër Salihorsk. Nella sua prima stagione in Bielorussia, vince due titoli (una Supercoppa e un campionato) e si laurea capocannoniere del campionato con diciannove reti segnate.

### Nazionale
Convocato per la prima volta in nazionale maggiore nel 2021, esordisce il 5 giugno dello stesso anno in un match amichevole vinto per 2-0 contro il Niger.
Nel dicembre del 2021, il CT Tom Saintfiet lo include nella lista dei ventotto convocati per la Coppa d'Africa 2021, dove scende in campo in una sola partita.

## Palmarès

### Club
- Supercoppa di Bielorussia: 1

Šachcër Salihorsk: 2021
- Campionato bielorusso: 1

Šachcër Salihorsk: 2021
- Supercoppa del Kazakistan: 1

Astana: 2023

### Individuale
- Capocannoniere della Vyšėjšaja Liha: 1

2021 (19 gol)